# Bedro
Bedro (llamada oficialmente San Martiño de Vedro) es una parroquia y una aldeaespañola del municipio de Puertomarín, en la provincia de Lugo, Galicia.

## Organización territorial
La parroquia está formada por seis entidades de población, constando cinco de ellas en el nomenclátor del Instituto Nacional de Estadística español:

### Entidades de población
Entidades de población que forman parte de la parroquia:
- Caldelas
- Castrolázaro
- San Martiño
- Vao
- Vilaproi

### Despoblado
Despoblado que forma parte de la parroquia:
- Vedro

## Demografía

### Parroquia
| Gráfica de evolución demográfica de Bedro (parroquia) entre 2000 y 2020 |
|                                                                         |
| Datos según el nomenclátor publicado por el INE.                        |

### Despoblado
| Gráfica de evolución demográfica de Vedro (despoblado) entre 2000 y 2020 |
|                                                                          |
| Datos según el nomenclátor publicado por el INE.                         |